# رسول بداقی
رسول بداقی (زادهٔ ۲ فروردین ۱۳۴۰ (معادل ۲۲ مارس ۱۹۶۱))، فعال حقوق بشر، فعال صنفی معلمان و زندانیِ سیاسی است.

## زندگی
رسول بداقی متولد کوهدشت استان لرستان و دارای تحصیلات کارشناسی در رشتهٔ مدیریت آموزشی است.
او نزدیک به ۳۰ سال سابقهٔ کار در آموزش و پرورش به عنوان دبیر دبیرستان به وِیژه در اسلام شهر را داشته است، که پس از اعتراضات مردم ایران به نتایج انتخابات ریاست جمهوری (۱۳۸۸)، از آموزش و پرورش اخراج و حقوق معلمی او قطع شد. از دیگر سوابق او عضویت در مجموعه فعالان حقوق بشر در ایران و عضویت هیئت مدیرهٔ کانون صنفی معلمان ایران است.

## زندان پس از انتخابات ریاست جمهوری دهم
بداقی در دهم شهریور ماه ۱۳۸۸ پس از احضار به اداره آموزش و پرورش اسلامشهر بازداشت و بعدتر در دادگاه انقلاب اسلامی به ریاست قاضی صلواتی و به اتهام «فعالیت تبلیغی علیه نظام» و «تبانی و تجمع به قصد برهم زدن امنیت ملی» به ۶ سال حبس تعزیری و پنج سال محرومیت از فعالیت‌های اجتماعی محکوم شد.
او ابتدا به بند ۴ زندان گوهردشت کرج و بند ۲۰۹ زندان اوین و زندان گوهردشت کرج و سپس به زندان رجایی‌شهر کرج منتقل شد و در مدت دوران محکومیت خود اجازه مرخصی نیافت.
او چندین بار اعتصاب غذا کرده است و به دلیل انتشار نامه‌ای از درون زندان در خصوص اعتصاب غذای خود به سلول انفرادی بند ۱ زندان رجایی‌شهر منتقل شده است.
بنابر اعلام کانون صنفی معلمان ایران، بداقی در روز ۹ اردیبهشت از زندان اوین آزاد شد.